# Fulvio Bernardini

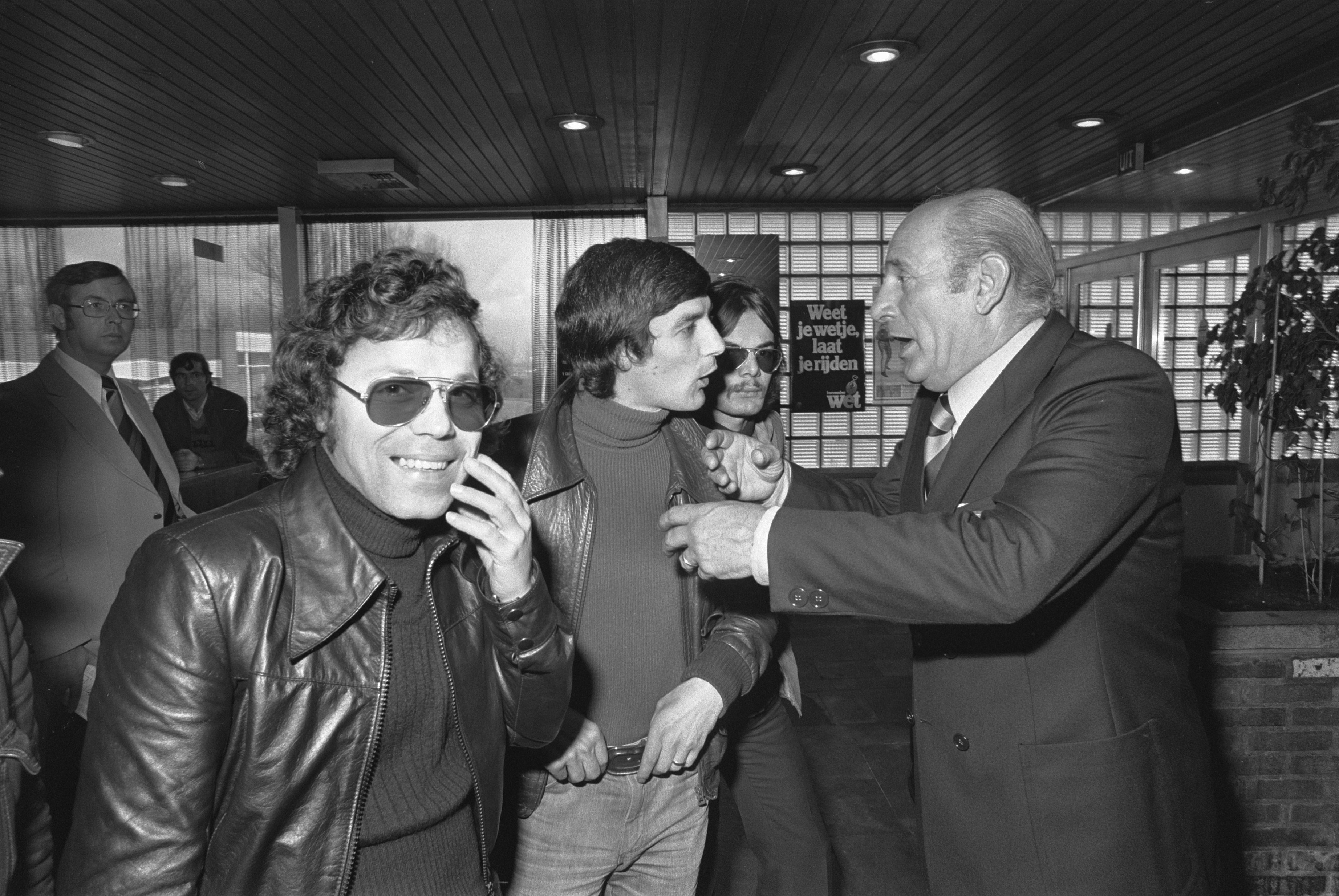
Fulvio Bernardini, 1974.

Fulvio Bernardini, född 28 december 1905 i Rom, död 13 januari 1984 i Rom, var en italiensk fotbollsspelare och fotbollstränare.
Bernardini spelade för SS Lazio, FC Internazionale Milano, AS Roma och Rom-laget Mater. Han spelade 26 landskamper (3 mål) för Italien 1925-1932 och var med i det lag som tog OS-brons 1928. Han blev sedan tränare för Roma, Vicenza, Fiorentina, Lazio, Bologna FC, Sampdoria och Brescia Calcio. Han ledde Fiorentina 1956 och Bologna 1964 till ligaguld och Lazio till det italienska cupguldet 1958. Hans sista tränaruppdrag var som förbundskapten för Italien 1974-1975.

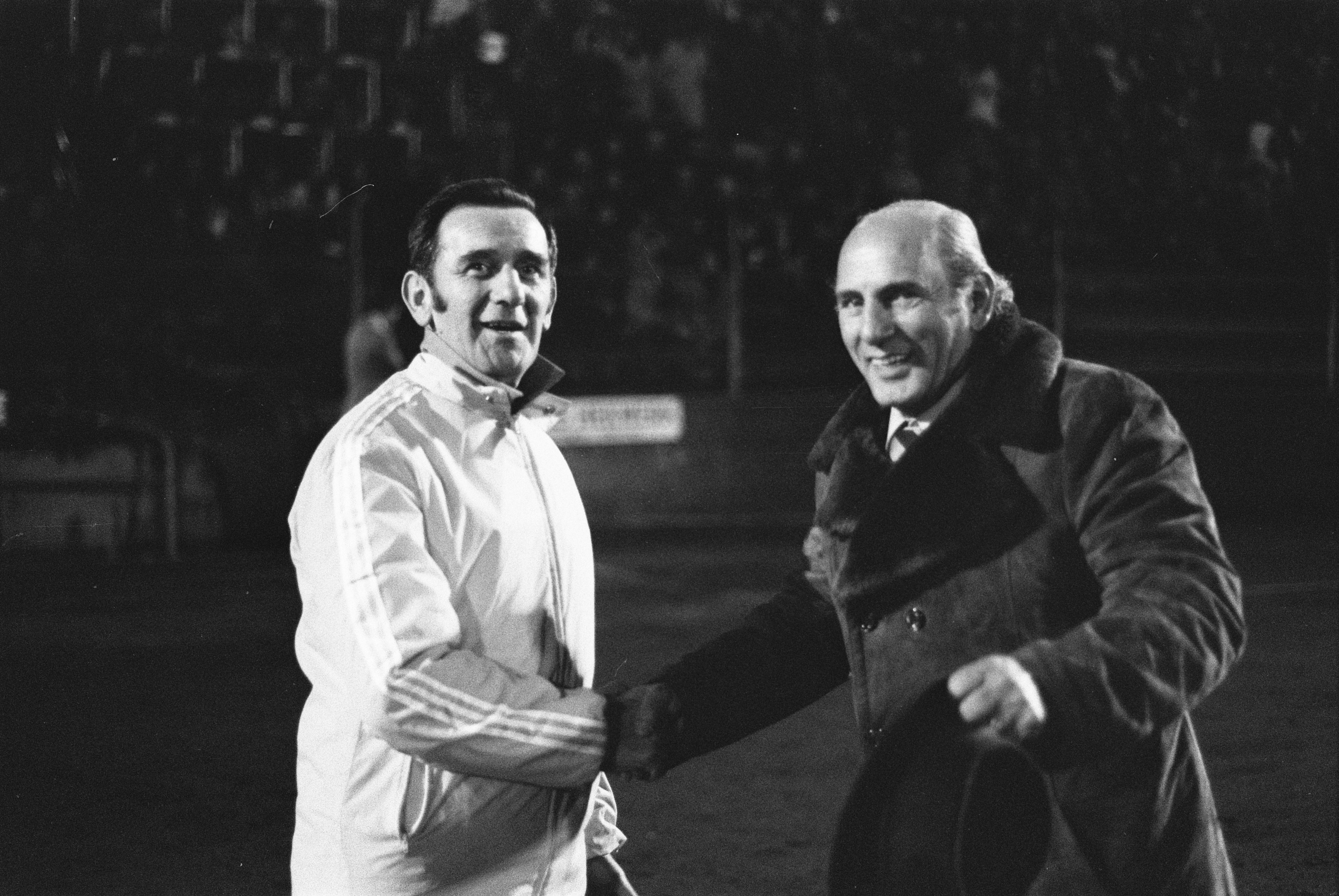
George Knobel och Bernardini, 1974.